# Brańsk
Brańsk (litauisch Branskas; belarussisch Бранск) ist eine Stadt in Polen in der Woiwodschaft Podlachien. Sie bildet eine Stadtgemeinde im Powiat Bielski.

## Geschichte
Etwa im 10./11. Jahrhundert wurde ein Wall an der Gabelung der Flüsse Bronka und Nurzec errichtet, und es bildete sich unweit davon eine kleine Siedlung. Günstig war die Lage an dem Handelsweg von Krakau nach Litauen.
1422 wurde hier ein Landgericht eingerichtet. Am 18. Januar 1493 erhielt Brańsk vom Großfürsten Litauens Alexander dem Jagiellonen als erste Stadt Podlachiens das Stadtrecht nach Magdeburger Recht.
1550 wurde das Krankenhaus św. Ducha (Heiliger Geist) gegründet.

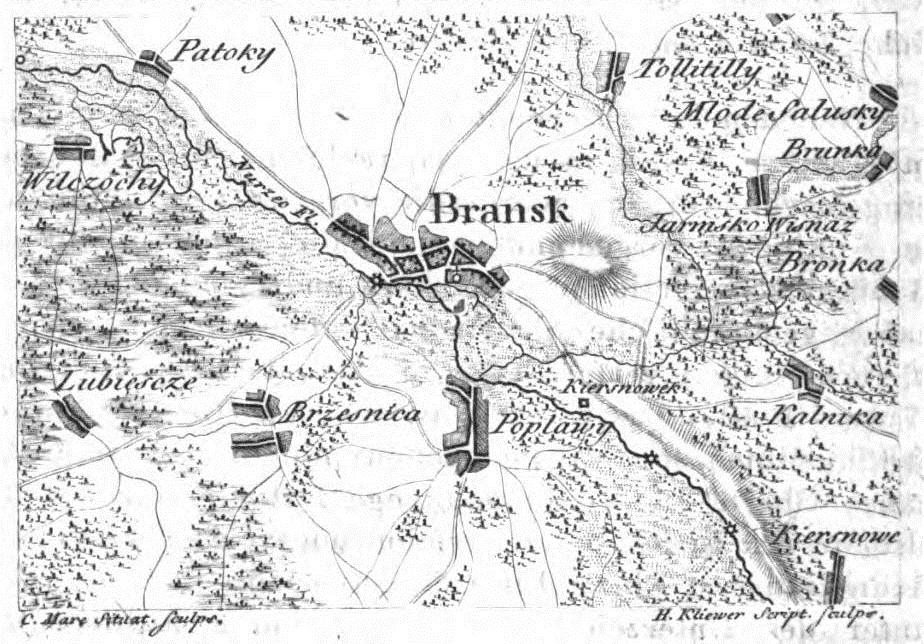
Bránsk um 1804

Bei der dritten Teilung Polens fiel die Stadt an Preußen. Nach der Niederlage gegen Frankreich musste Preußen seine östlichen Gebiete abgeben. Dabei wurde die Stadt des russischen Zarenreiches.
Während des Ersten Weltkrieges wurde der Ort 1919 von deutschen Truppen besetzt.
Im Polnisch-Sowjetischen Krieg fand am 30./31. Juli 1920 eine Schlacht bei der Stadt statt. Nachdem die Stadt im Zuge des sowjetischen Vorstoßes eingenommen wurde, gelang es den Polen am 18. August 1920 Brańsk nach Polen einzugliedern.
Mit dem Beginn des Zweiten Weltkrieges wurde die Stadt am 7. September 1939 von der Wehrmacht besetzt, wobei das Stadtzentrum zerstört wurde. Am 25. September wurde die Stadt dann gemäß dem Hitler-Stalin-Pakt an die Sowjetunion übergeben und Teil der Weißrussische Sozialistische Sowjetrepublik. Während der sowjetischen Besatzung wurden etwa 120 Menschen nach Sibirien deportiert. Mit Beginn des Russlandfeldzuges der Deutschen wurde die Stadt 1941 wiederum von den Deutschen besetzt. Etwa 2.000 Juden wurden in ein Ghetto in der Stadt gesperrt und später in das Vernichtungslager Treblinka deportiert und dort ermordet. Auf dem Gelände des Ghettos wurde dann ein Zwangsarbeitslager errichtet. Als sich die Wehrmacht im Juli zurückziehen musste, zerstörte sie unter anderem die Kirche, das Elektrizitätswerk und die Brücke der Stadt. Am Ende des Krieges war die Stadt, die nun zu Polen gehörte, zu etwa 35 Prozent zerstört.
Bei einer Verwaltungsreform wurde die Stadt 1975 Teil der Woiwodschaft Białystok. Seit deren Auflösung ist Brańsk seit 1999 Teil der Woiwodschaft Podlachien.

### Einwohnerentwicklung
Von den 3725 Einwohnern, die 1921 in der Stadt lebten, waren 58 Prozent Juden und 40 Prozent Polen.
| Jahr | Einwohner |
| ---- | --------- |
| 1562 | 1800      |
| 1921 | 3725      |
| 1938 | 4594      |
| 1946 | 2542      |
| 2011 | 3914      |

## Landgemeinde
Brańsk ist Sitz der gleichnamigen Landgemeinde, gehört ihr aber nicht an.

## Verkehr
Die Landesstraße 66 (droga krajowa 66) von Kleszczele nach Zambrów führt durch die Stadt. Die Woiwodschaftsstraße 681 (droga wojewódzka 681) verbindet Brańsk im Norden mit Łapy und im Süden mit Ciechanowiec. Białystok liegt etwa 50 Kilometer nördlich, der internationale Frédéric-Chopin-Flughafen Warschau etwa 150 Kilometer südwestlich.